# Targhe d'immatricolazione della Federazione Russa
Le targhe d'immatricolazione della Federazione Russa vengono utilizzate per identificare i veicoli immatricolati nel paese eurasiatico.

## Sistema in uso

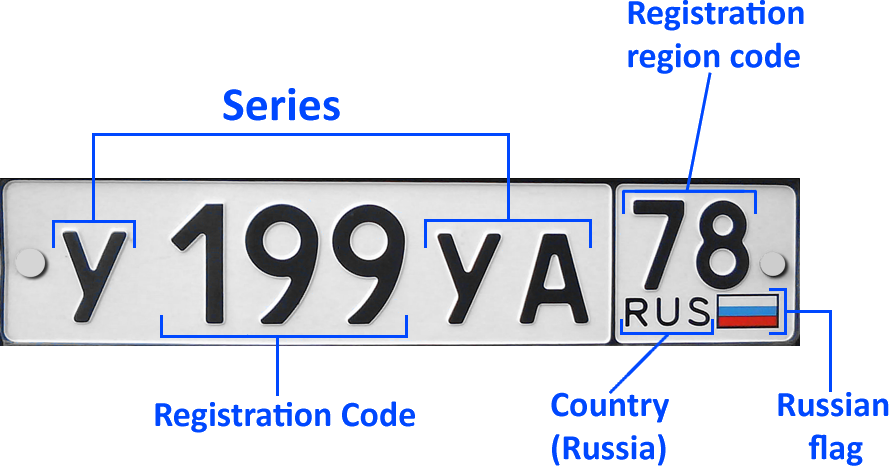
Targa standard di un veicolo immatricolato a San Pietroburgo, con spiegazione in inglese delle parti che la compongono

Il sistema in uso, introdotto ufficialmente il 1º gennaio 1994 ma già diffuso negli ultimi mesi del 1993, prevede una combinazione di una o due lettere, seguite da tre cifre di dimensioni maggiori e da un'altra o altre due lettere. Per migliorare la leggibilità e la comprensione delle targhe all'estero, vengono utilizzate solo le lettere dell'alfabeto cirillico presenti anche nell'alfabeto latino (А, В, Е, К, М, Н, О, Р, С, Т, У, Х). Sul margine destro si trovano in basso la sigla automobilistica internazionale RUS, con accanto la bandiera nazionale, e in alto il numero dell'area di immatricolazione: repubblica (01-21), territorio (22-27), oblast' (28-76), città (77-78, 92, 94), circondario autonomo (83, 86-87, 89) od oblast' autonoma (79). 
Dal 2006 la bandiera russa è impressa anche nelle targhe emesse nella repubblica del Tatarstan (codice numerico 16).
Dal 1º gennaio 2020 il proprietario di un veicolo per il rilascio delle targhe può rivolgersi a ditte private autorizzate.  

### Formati e dimensioni

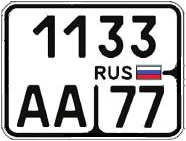
Esempio del formato più diffuso per motocicli

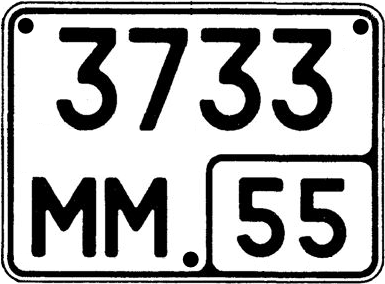
Formato per trattori e rimorchi agricoli

- 520 × 112 mm - standard per autoveicoli, per i quali non è previsto il formato quadrato, che si poteva richiedere con il sistema sovietico;
- 288 × 206 mm - per trattori, veicoli per la costruzione di strade, rimorchi, semirimorchi;
- 245 × 185 mm - per la maggior parte dei motoveicoli e ciclomotori;
- 260 × 220 mm - per veicoli temporaneamente ammessi a circolare per le strade pubbliche;
- 268 × 228 mm - per gli automezzi militari nazionali temporaneamente autorizzati a partecipare al traffico stradale.

Il sistema GOST R 50577-2018, entrato in vigore il 4 agosto 2019, ha introdotto due ulteriori formati con le seguenti dimensioni:
- 290 × 170 mm - per auto importate dal Giappone e dall'estremo Oriente nonché per i veicoli storici di epoca sovietica;
- 190 × 145 mm - per motocicli di produzione estera, retrò e sportivi, alcuni ciclomotori e quadricicli.

### Varianti

#### Autobus e taxi

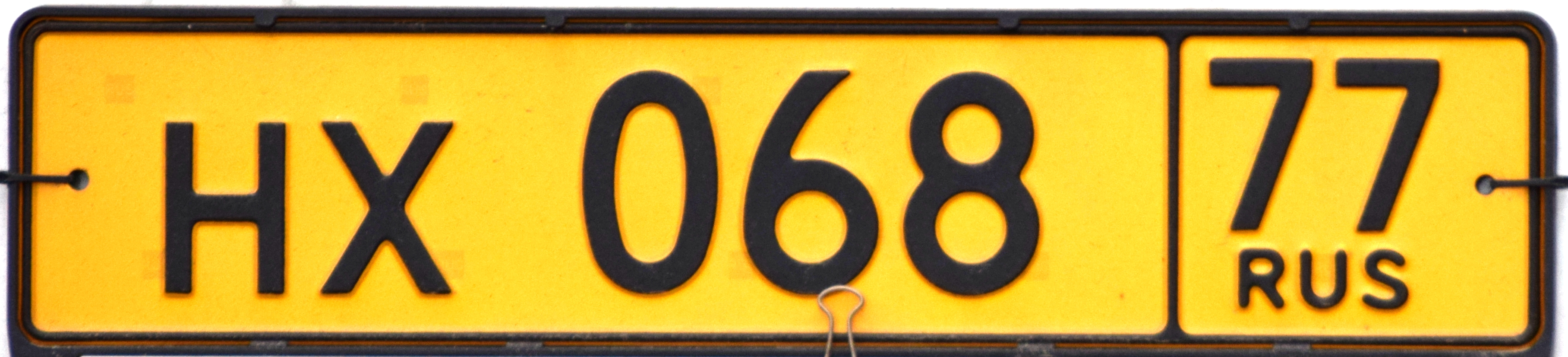
Formato per autobus e taxi

Cifre e lettere nere in campo giallo sono riservate ai veicoli adibiti al trasporto pubblico di passeggeri, cioè agli autobus e ai taxi, o (vedi infra) intestati a persone giuridiche estere.

#### Rimorchi

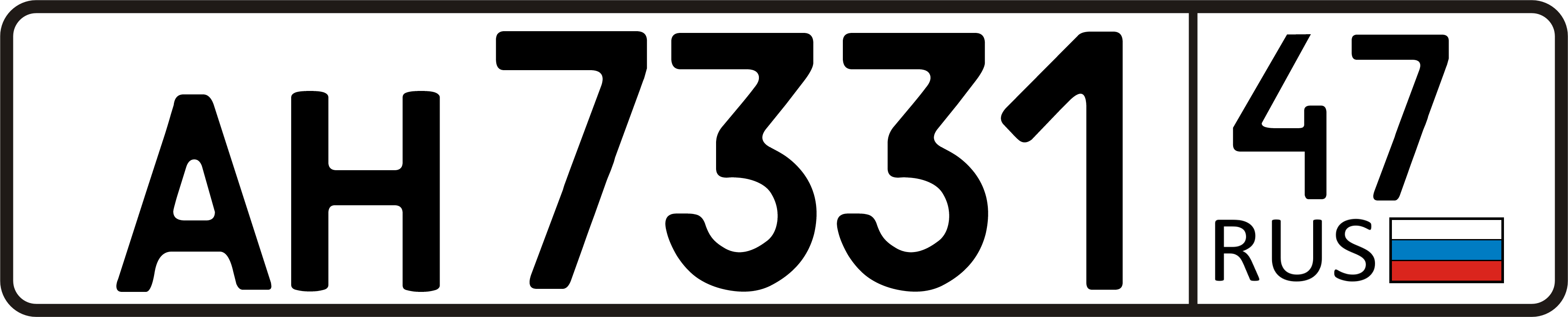
Formato per rimorchi

Nelle targhe dei rimorchi, che come quelle dei camion e degli autobus fino al 1º luglio 2008 dovevano essere duplicate e impresse sul retro a caratteri grandi, la serie alfanumerica è composta da quattro cifre e due lettere. 

#### Targhe con fondo azzurro, rosso o nero

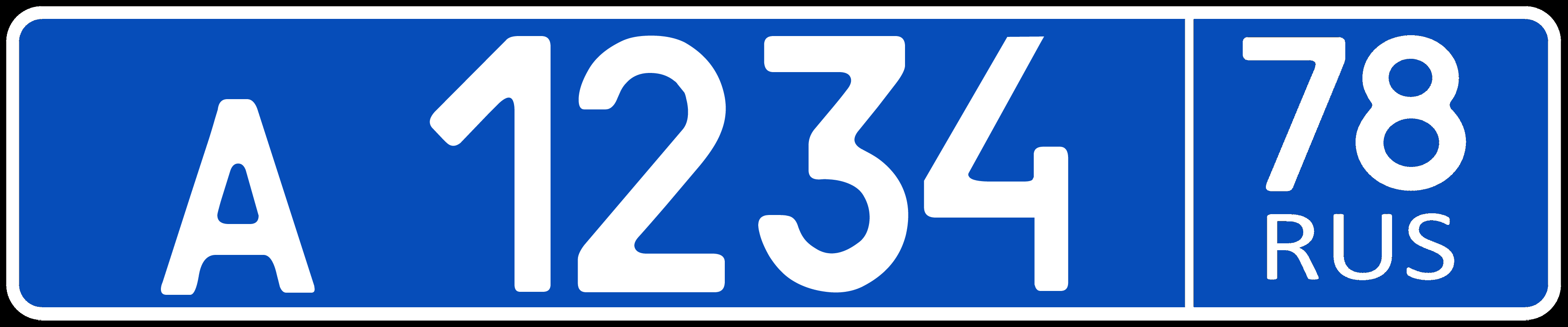
Targa di un'autovettura della Polizia

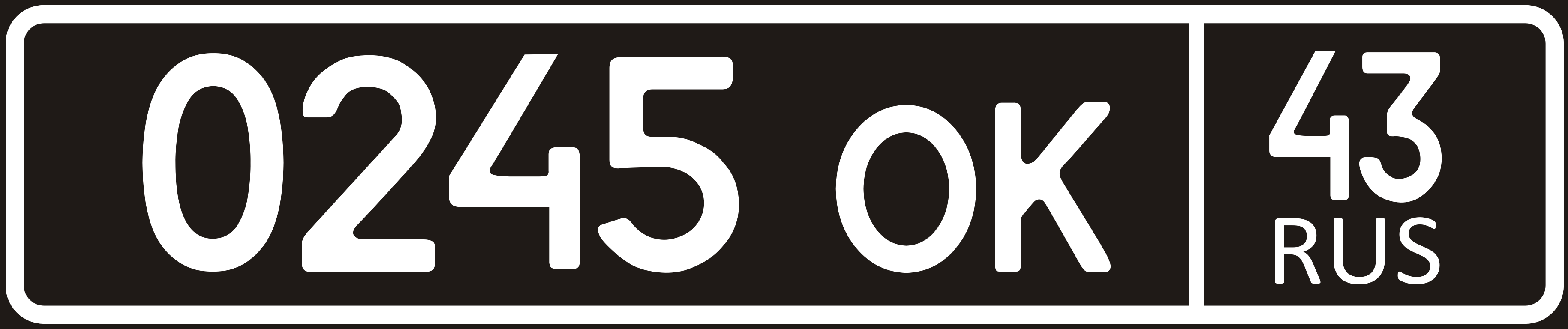
Targa di un automezzo militare

Ai veicoli della Polizia vengono assegnate targhe di colore azzurro con numerazione a quattro cifre per le autovetture, a tre cifre per i rimorchi (nella cui serie la lettera è posposta alle cifre); il formato con fondo rosso e lettera/e e cifre bianche è riservato alle vetture di ambasciatori, consoli, personale tecnico-amministrativo presso ambasciate o consolati, rappresentanti di organizzazioni internazionali (vd. infra). 
Le targhe con caratteri bianchi su sfondo nero identificano gli automezzi in dotazione all'Esercito, la numerazione a quattro cifre precede le lettere.

#### Ciclomotori e veicoli off-road

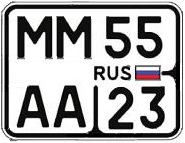
Formato per ciclomotori

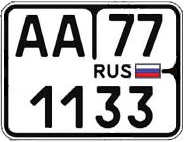
Targa di un fuoristrada

Il formato per ciclomotori è identico a quello dei motocicli, dai quali si differenziano nella riga superiore, la cui serie è composta da due lettere e due cifre anziché da un numero a quattro cifre. 
La serie dei fuoristrada è invertita rispetto a quella delle moto: lettere e codice numerico dell'area di immatricolazione sono posizionati in alto, la numerazione in basso.

#### Targhe di transito

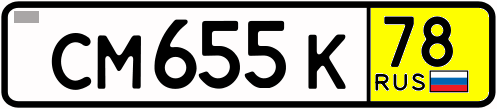
Targa di transito del tipo utilizzato dal 1º novembre 2009 al 14 ottobre 2013

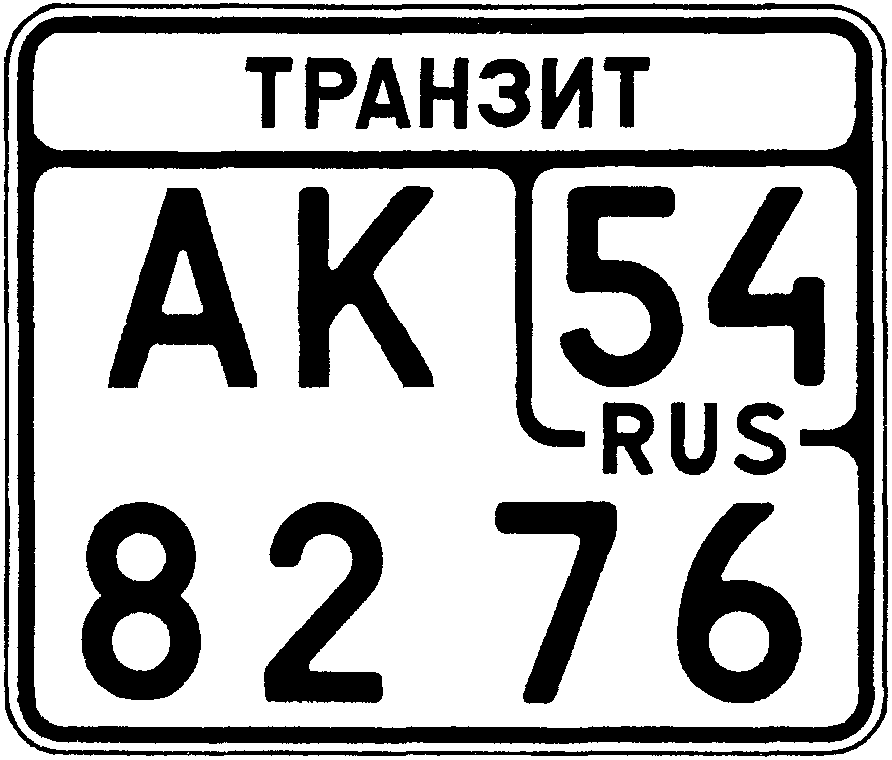
Formato cessato il 31 ottobre 2009

Le targhe provvisorie di transito dal 1º novembre 2009 al 14 ottobre 2013 erano bicolori e di cartone laminato lucido: il margine destro, occupato dalla bandiera e dal codice numerico regionale, aveva uno sfondo giallo; riportavano nell'angolo superiore sinistro un adesivo olografico. Dal 1º agosto 1998 al 31 ottobre 2009 erano 400 × 318÷340 mm, di cartone, e si incollavano sul lunotto e sul parabrezza; in alto o in basso era scritta a caratteri ridotti la parola TPAHЗИT (cioè "transito"), sulla linea superiore erano posizionate due lettere e il numero della circoscrizione territoriale, su quella inferiore quattro cifre. In base alle nuove regole per l'immatricolazione dei veicoli, in vigore dal 15 ottobre 2013, quando un'automobile cambia proprietario la targa non viene ritirata, ma può ancora essere utilizzata (purché non abbia il vecchio formato sovietico) se è in condizioni eccellenti, cioè senza ammaccature, abrasioni o crepe. In caso contrario si è tenuti a richiedere una targa duplicata o ad acquistarne una nuova. Tale cambiamento abolisce la prassi delle targhe di transito, che a partire dalla data sopra specificata vengono rilasciate solo ai veicoli esportati all'estero definitivamente. Un'altra novità importante è la possibilità di reimmatricolare un veicolo presso qualsiasi dipartimento della polizia stradale nel territorio della Federazione Russa.

#### Targhe da esportazione

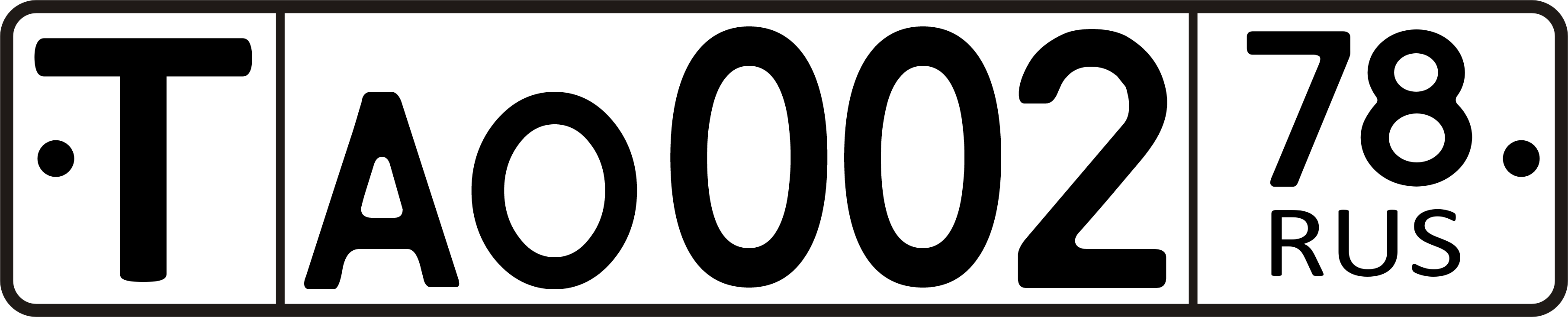
Placca da esportazione

Le targhe temporanee da esportazione si distinguono da quelle ordinarie per la lettera "T" (iniziale di транзит, ossia "transito"), delle stesse dimensioni delle cifre e posizionata a sinistra.

#### Auto e moto sportive, camion con sbalzo non standard

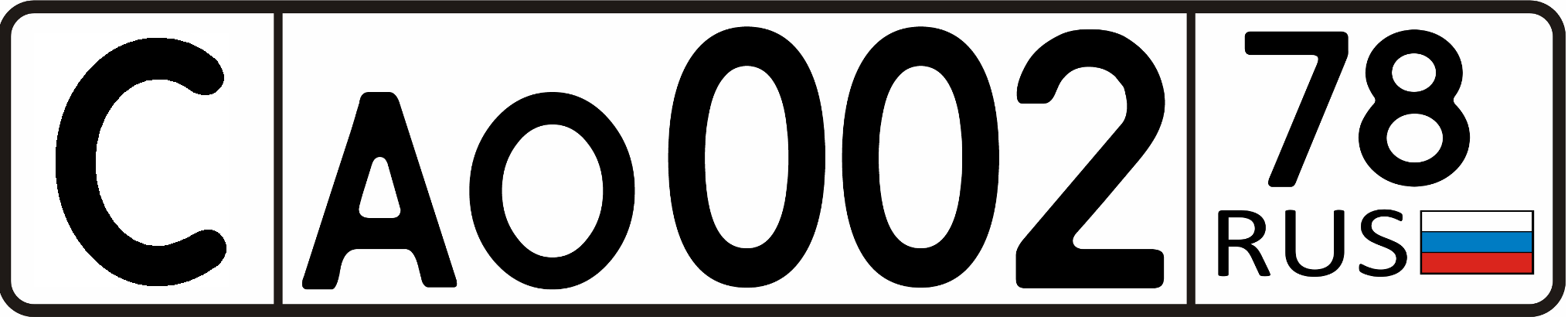
Formato su una linea per veicoli sportivi

Il formato delle targhe delle auto e moto sportive nonché dei camion con sbalzo non standard è uguale a quello delle targhe da esportazione, ma a sinistra (in alto a sinistra nel formato su doppia linea, l'unico in uso per le moto) al posto della lettera "T" viene utilizzata la "C", iniziale di спортивный, cioè "veicolo sportivo".

#### Veicoli storici o d'epoca

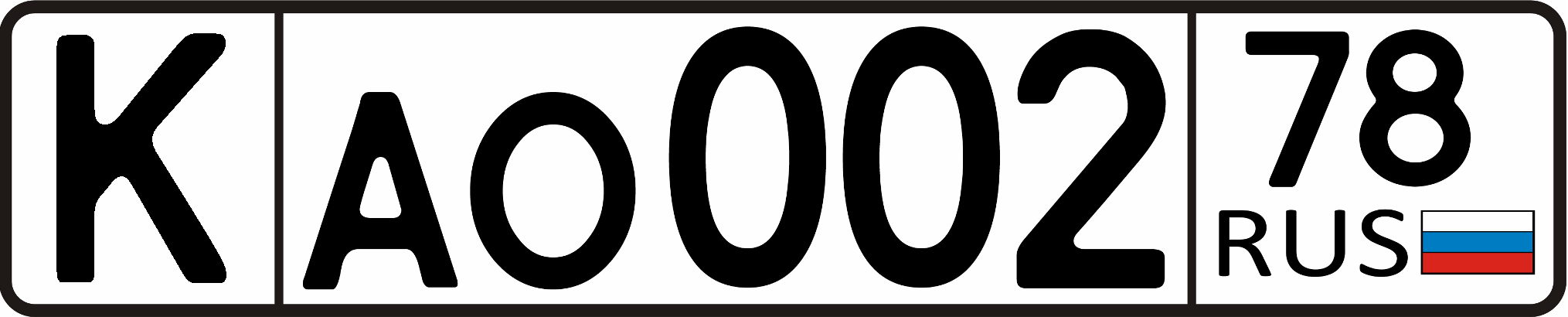
Targa di un'autovettura storica o d'epoca

Il formato per gli autoveicoli e motoveicoli storici o d'epoca è uguale a quello delle targhe da esportazione e dei veicoli sportivi, ma a sinistra (in alto a sinistra nel formato su doppia linea, l'unico in uso per le moto) viene utilizzata la lettera "K", iniziale di классический, ovvero "veicolo classico".

#### Autovetture del Presidente

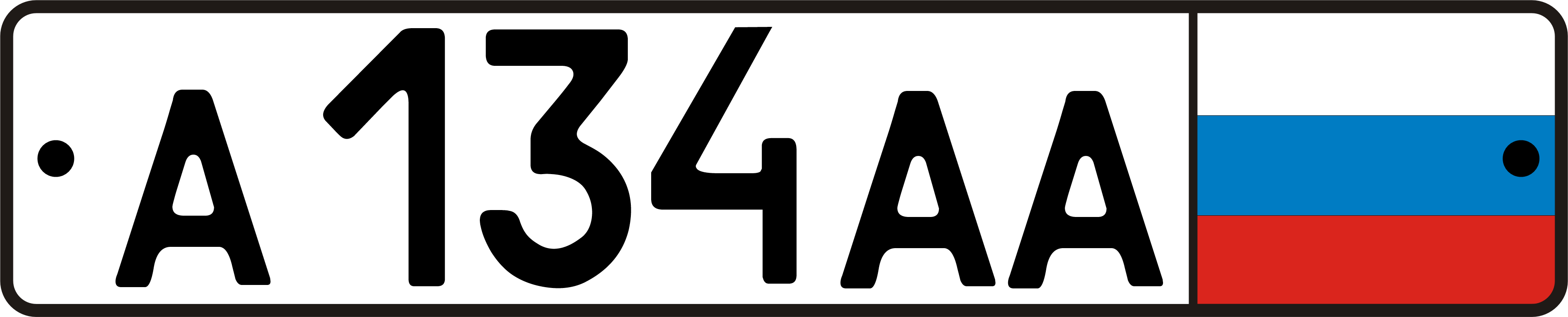
Targa di una vettura ufficiale del Presidente

Le serie speciali con le lettere "AA" dopo le cifre sono riservate a membri del governo o alle più alte cariche dello Stato e hanno sul margine destro, al posto del numero dell'area di immatricolazione, la bandiera nazionale di dimensioni più grandi rispetto a quella visibile nelle targhe standard.

## Suddivisioni amministrative della Federazione Russa e codici corrispondenti

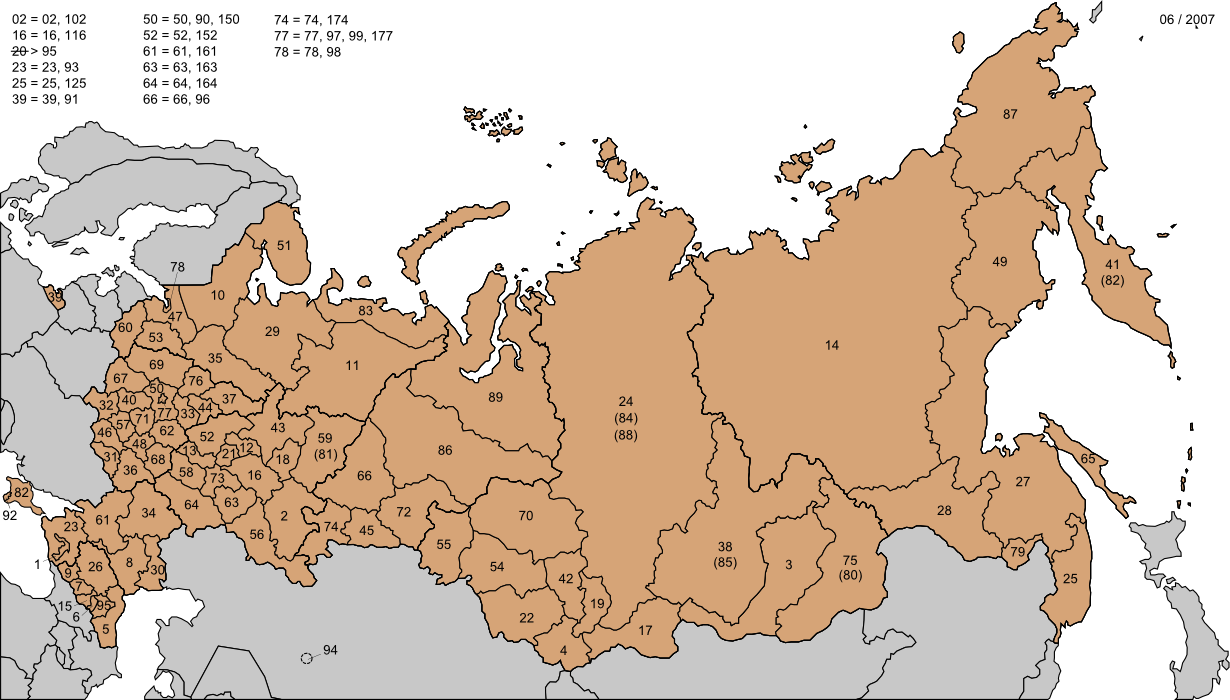
Distribuzione geografica dei codici numerici e delle rispettive circoscrizioni territoriali della Federazione Russa

| Numero/i                                                     | Area di immatricolazione                                                | Sigle emesse dal 1959 alla fine del 1993     |
| ------------------------------------------------------------ | ----------------------------------------------------------------------- | -------------------------------------------- |
| 01                                                           | Repubblica di Adighezia                                                 | [KK, ЦП, ЦB,] AФ (dal 1990)                  |
| 02, 102, 702                                                 | Baschiria                                                               | БА, БШ, ББ                                   |
| 03                                                           | Repubblica di Buriazia                                                  | БУ                                           |
| 04                                                           | Repubblica dell'Altaj                                                   | [AЛ, AБ,] ГЛ (dal 1990), ГЯ (dal 1990)       |
| 05, 105                                                      | Repubblica del Daghestan                                                | ДА                                           |
| 06                                                           | Repubblica d'Inguscezia                                                 | ЧИ                                           |
| 07                                                           | Repubblica di Cabardino-Balcaria                                        | KБ                                           |
| 08                                                           | Repubblica di Calmucchia                                                | KЦ                                           |
| 09                                                           | Repubblica di Karačaj-Circassia                                         | [CT, CC]                                     |
| 10                                                           | Repubblica di Carelia                                                   | KC                                           |
| 11, 111                                                      | Repubblica dei Komi                                                     | KM                                           |
| 12                                                           | Repubblica dei Mari                                                     | MC                                           |
| 13, 113                                                      | Repubblica di Mordovia                                                  | MP                                           |
| 14                                                           | Repubblica di Sacha (Jacuzia)                                           | ЯK                                           |
| 15                                                           | Repubblica dell'Ossezia Settentrionale-Alania                           | CE                                           |
| 16, 116, 716                                                 | Repubblica del Tatarstan                                                | TT, TБ                                       |
| 17                                                           | Repubblica di Tuva                                                      | TB                                           |
| 18                                                           | Repubblica Udmurta                                                      | УД                                           |
| 19                                                           | Repubblica della Chakassia                                              | [KЯ, KЭ,] XГ (dal 1991)                      |
| 21, 121                                                      | Repubblica Ciuvascia                                                    | ЧУ                                           |
| 22, 122                                                      | Territorio dell'Altaj                                                   | AЛ, AБ                                       |
| 23, 93, 123, 193, 323                                        | Territorio di Krasnodar                                                 | KK, ЦП, ЦB, CO                               |
| 24, (84), (88), 124                                          | Territorio di Krasnojarsk                                               | KЯ, KЭ                                       |
| 25, 125, 725                                                 | Territorio del Litorale (Primorskij Kraj)                               | ПP, ПK                                       |
| 26, 126                                                      | Territorio di Stavropol'                                                | CT, CC                                       |
| 27                                                           | Territorio di Chabarovsk                                                | XБ                                           |
| 28                                                           | Oblast' dell'Amur                                                       | AM                                           |
| 29                                                           | Oblast' di Arcangelo (Archangel'sk)                                     | AX                                           |
| 30, 130                                                      | Oblast' di Astrachan'                                                   | AC                                           |
| 31                                                           | Oblast' di Belgorod                                                     | БE, БЛ                                       |
| 32                                                           | Oblast' di Brjansk                                                      | БP                                           |
| 33                                                           | Oblast' di Vladimir                                                     | BЛ                                           |
| 34, 134                                                      | Oblast' di Volgograd (Oblast' di Stalingrado fino al 10 novembre 1961)  | CГ (fino al 1981), CЩ (fino al 1981), BД, BX |
| 35                                                           | Oblast' di Vologda                                                      | BO                                           |
| 36, 136                                                      | Oblast' di Voronež                                                      | BB, BЖ                                       |
| 37                                                           | Oblast' di Ivanovo                                                      | ИB                                           |
| 38, (85), 138                                                | Oblast' di Irkutsk                                                      | ИP, ИC                                       |
| 39, 91                                                       | Oblast' di Kaliningrad                                                  | KЛ                                           |
| 40                                                           | Oblast' di Kaluga                                                       | KЖ                                           |
| 41, (82)                                                     | Oblast' di Kamčatka                                                     | KЧ                                           |
| 42, 142                                                      | Oblast' di Kemerovo                                                     | KE, ЦX                                       |
| 43                                                           | Oblast' di Kirov                                                        | KB                                           |
| 44                                                           | Oblast' di Kostroma                                                     | KO                                           |
| 45                                                           | Oblast' di Kurgan                                                       | KH                                           |
| 46                                                           | Oblast' di Kursk                                                        | KУ                                           |
| 47, 147                                                      | Oblast' di Leningrado (Leningrad)                                       | ЛO, ЛГ, CP (dal 1992)                        |
| 48                                                           | Oblast' di Lipeck                                                       | ЛП                                           |
| 49                                                           | Oblast' di Magadan                                                      | MA                                           |
| 50, 90, 150, 190, 750, 790, 550, 250                         | Oblast' di Mosca (Moskva)                                               | ЮA, ЮM, ЮБ, ЮB, ЮГ, ME, MЖ, MЗ, MЛ, MOM, EAX |
| 51                                                           | Oblast' di Murmansk                                                     | MУ                                           |
| 52, 152, 252                                                 | Oblast' di Nižnij Novgorod (Oblast' di Gor'kij fino al 22 ottobre 1990) | ГO, ГB                                       |
| 53                                                           | Oblast' di Novgorod                                                     | HO                                           |
| 54, 154, 754                                                 | Oblast' di Novosibirsk                                                  | HC, HБ                                       |
| 55, 155                                                      | Oblast' di Omsk                                                         | OM                                           |
| 56, 156                                                      | Oblast' di Orenburg                                                     | OБ, OГ, дOA                                  |
| 57                                                           | Oblast' di Orël                                                         | OP                                           |
| 58                                                           | Oblast' di Penza                                                        | ПE                                           |
| 59, (81), 159                                                | Oblast' di Perm'                                                        | ПM, ПT                                       |
| 60                                                           | Oblast' di Pskov                                                        | ПC                                           |
| 61, 161, 761                                                 | Oblast' di Rostov                                                       | PO, PД, PП, чPA                              |
| 62                                                           | Oblast' di Rjazan'                                                      | PЯ                                           |
| 63, 163, 763                                                 | Oblast' di Samara (Oblast' di Kujbyšev fino al 16 maggio 1992)          | KШ, УK                                       |
| 64, 164                                                      | Oblast' di Saratov                                                      | CA                                           |
| 65                                                           | Oblast' di Sachalin                                                     | CX                                           |
| 66, 96, 196                                                  | Oblast' di Sverdlovsk                                                   | CB, CФ                                       |
| 67                                                           | Oblast' di Smolensk                                                     | CM                                           |
| 68                                                           | Oblast' di Tambov                                                       | TA                                           |
| 69                                                           | Oblast' di Tver' (Oblast' di Kalinin fino al 17 luglio 1990)            | KA                                           |
| 70                                                           | Oblast' di Tomsk                                                        | TO                                           |
| 71                                                           | Oblast' di Tula                                                         | TУ                                           |
| 72, 172                                                      | Oblast' di Tjumen'                                                      | TЮ, TM                                       |
| 73, 173                                                      | Oblast' di Ul'janovsk                                                   | УЛ                                           |
| 74, 174, 774                                                 | Oblast' di Čeljabinsk                                                   | ЧE, ЧБ, ЧД                                   |
| 75, (80)                                                     | Oblast' di Čita                                                         | ЧT                                           |
| 76                                                           | Oblast' di Jaroslavl'                                                   | ЯP                                           |
| 77, 97, 99, 177, 197, 199, 777, 797, 799, 977, 277, 297, 299 | Mosca (Moskva)                                                          | MO, MK, MM, MH, MT, MAC, EAT                 |
| 78, 98, 178, 198                                             | San Pietroburgo (Sankt-Peterburg)                                       | ЛE, ЛД, ЛO, CP (dal 1992)                    |
| 79                                                           | Oblast' autonoma ebraica (Oblast' Avtonomnaja Evrejskaja)               | [XБ,] EЯ (dal 1981)                          |
| 80, 180                                                      | Repubblica Popolare di Doneck                                           | CЛ, ДO, ДЦ                                   |
| 81, 181                                                      | Repubblica Popolare di Lugansk                                          | ЛУ, BГ                                       |
| 82, (777)                                                    | Repubblica di Crimea                                                    | KP, ЦC, MЯ (dal 1981)                        |
| 83                                                           | Circondario autonomo dei Nenec                                          | [AX, AГ]                                     |
| 84, 184                                                      | Oblast' di Cherson                                                      | XO                                           |
| 85, 185                                                      | Oblast' di Zaporižžja                                                   | ЗП, ЗH                                       |
| 86, 186                                                      | Circondario autonomo degli Chanty-Mansi-Jugra                           | [TЮ, TM]                                     |
| 87                                                           | Circondario autonomo della Čukotka                                      | [MA,] ЧA (dal 1992)                          |
| 89                                                           | Circondario autonomo Jamalo-Nenec                                       | [TЮ, TM]                                     |
| 92, 192                                                      | Sebastopoli                                                             | [KP, ЦC, MЯ (dal 1981)]                      |
| 94                                                           | Bajqońyr                                                                | [KЗ]                                         |
| 95, (20)                                                     | Repubblica Cecena                                                       | ЧИ                                           |
| (188)                                                        | Oblast' di Charkiv                                                      | XA, XK                                       |

## Targhe diplomatiche o intestate a società estere

### Significato delle sigle
a) Bianco su rosso:

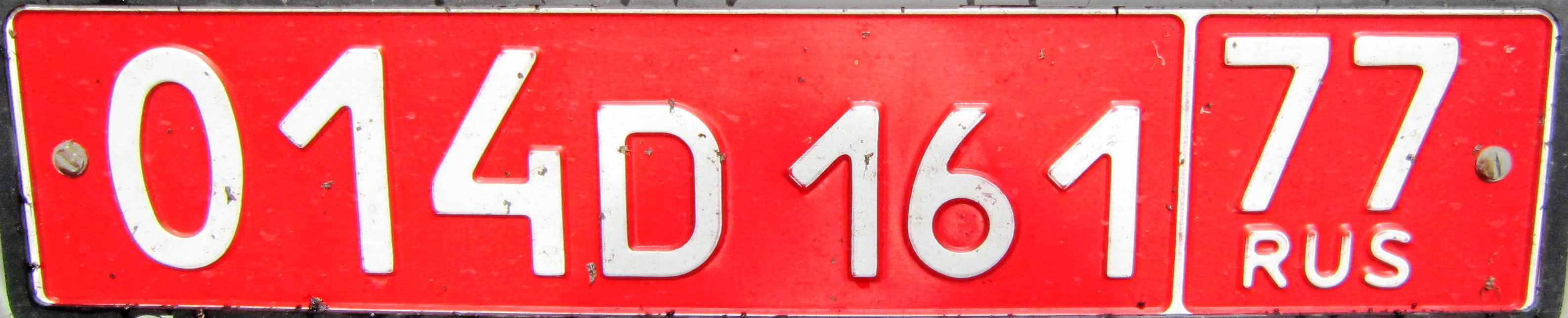
Targa di una vettura del personale diplomatico accreditato presso un'ambasciata o un consolato (014 = Norvegia)

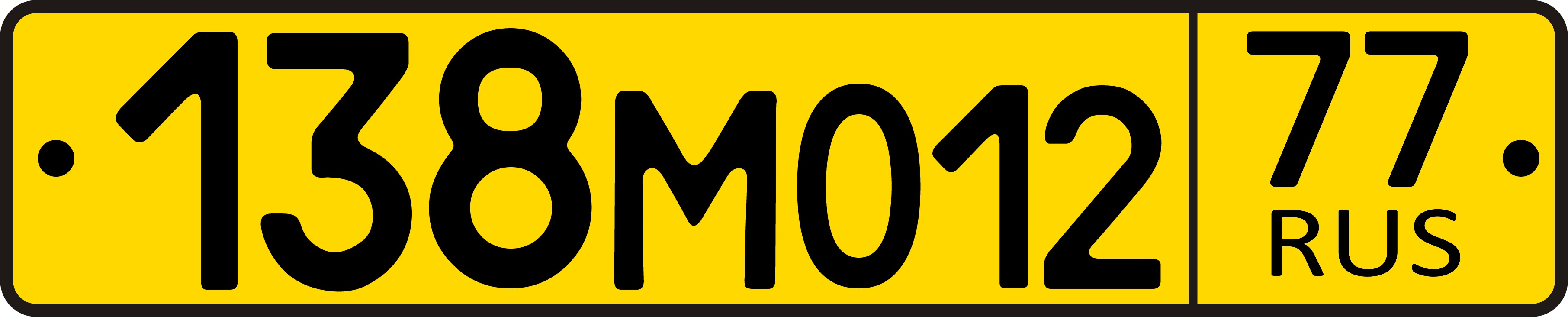
Targa di un veicolo intestato a una società o banca estera (138 = Armenia)

- CD - Capo di una missione diplomatica
- D - Personale diplomatico accreditato presso ambasciate, consolati od organizzazioni internazionali
- T - Personale tecnico-amministrativo accreditato presso ambasciate o consolati.

b) Nero su giallo:
- B, E - Veicoli intestati a joint venture
- K - Veicoli intestati ad agenzie di stampa, radio, televisioni estere
- M - Veicoli intestati a società o banche estere.

### Numeri utilizzati e Paesi od organizzazioni internazionali corrispondenti
| Numero | Paese od organizzazione internazionale                                                                     | Numero | Paese od organizzazione internazionale |
| ------ | --- | ------ | --- |
| 001    | Regno Unito                                                                                                | 002    | Germania |
| 003    | Canada | 004    | Stati Uniti |
| 005    | Giappone                                                                                                   | 006    | Spagna |
| 007    | Francia | 008    | Belgio |
| 009    | Grecia | 010    | Danimarca |
| 011    | Italia | 012    | Lussemburgo |
| 013    | Paesi Bassi                                                                                                | 014    | Norvegia |
| 015    | Turchia | 016    | Australia |
| 017    | Austria | 018    | Algeria |
| 019    | Egitto | 020    | Ruanda |
| 021    | Argentina                                                                                                  | 022    | Afghanistan |
| 023    | Birmania                                                                                                   | 024    | Bolivia |
| 025    | Brasile | 026    | Burundi |
| 027    | Ghana | 028    | Bangladesh |
| 029    | Guinea | 030    | Zambia |
| 031    | Perù | 032    | India |
| 033    | Indonesia                                                                                                  | 034    | Giordania |
| 035    | Iraq | 036    | Iran |
| 037    | Irlanda | 038    | Islanda |
| 039    | Cambogia                                                                                                   | 040    | Kenya |
| 041    | Cipro | 042    | Rep. del Congo |
| 043    | Costa Rica                                                                                                 | 044    | Kuwait |
| 045    | Laos | 046    | ex codice della Liberia |
| 047    | Libano | 048    | Libia |
| 049    | Mali | 050    | Marocco |
| 051    | Messico | 052    | Nepal |
| 053    | Nigeria | 054    | Venezuela |
| 055    | Nuova Zelanda                                                                                              | 056    | Pakistan |
| 057    | Burkina Faso                                                                                               | 058    | Senegal |
| 059    | ex codice della Siria                                                                                      | 060    | Somalia |
| 061    | Sudan | 062    | Sierra Leone |
| 063    | Thailandia                                                                                                 | 064    | Tanzania |
| 065    | Tunisia | 066    | Uganda |
| 067    | Uruguay | 068    | Filippine |
| 069    | Finlandia                                                                                                  | 070    | Sri Lanka |
| 071    | Ciad | 072    | Svizzera |
| 073    | Svezia | 074    | Ecuador |
| 075    | Etiopia | 076    | Angola |
| 077    | RD del Congo                                                                                               | 078    | Colombia |
| 079    | Camerun | 080    | Guinea-Bissau |
| 081    | Portogallo                                                                                                 | 082    | Bulgaria |
| 083    | Ungheria                                                                                                   | 084    | ex codice del Vietnam |
| 085    | ex codice della Germania Est                                                                               | 086    | Polonia |
| 087    | Corea del Nord                                                                                             | 088    | Cuba |
| 089    | Mongolia                                                                                                   | 090    | Cina |
| 091    | Romania | 092    | ex codice della Cecoslovacchia |
| 093    | Serbia (ex codice della Serbia e Montenegro dal 2003 al 2006 e della Jugoslavia fino al 2003)              | 094    | Benin |
| 095    | Gabon | 096    | ex codice della Guyana |
| 097    | Mauritania                                                                                                 | 098    | Madagascar |
| 099    | Malaysia                                                                                                   | 100    | ex codice del Niger |
| 101    | Singapore                                                                                                  | 102    | ex codice del Togo |
| 103    | Rep. Centrafricana                                                                                         | 104    | ex codice della Giamaica |
| 105    | Yemen | 106    | ex codice dello Yemen del Sud |
| 107    | Palau | 108    | Nicaragua |
| 109    | Mozambico                                                                                                  | 110    | Guinea Equatoriale |
| 111    | Ordine di Malta                                                                                            | 112    | Malta |
| 113    | ex codice di Capo Verde                                                                                    | 114    | ex codice della Germania |
| 115    | Zimbabwe                                                                                                   | 116    | Emirati Arabi Uniti |
| 117    | Costa d'Avorio                                                                                             | 118    | Namibia |
| 119    | ex codice del Congresso Nazionale Africano                                                                 | 120    | Oman |
| 121    | Qatar | 122    | ex codice della Lega araba |
| 123    | ex codice del Liechtenstein                                                                                | 124    | Corea del Sud |
| 125    | Cile | 126    | Panama |
| 127    | Israele | 128    | Macedonia del Nord |
| 129    | Albania | 130    | ex codice utilizzato per le organizzazioni internazionali                                                                                      |
| 131    | Città del Vaticano                                                                                         | 132    | Lituania |
| 133    | Siria | 134    | Estonia |
| 135    | Lettonia                                                                                                   | 136    | Bahrein |
| 137    | Sudafrica                                                                                                  | 138    | Armenia |
| 139    | ex codice della Georgia                                                                                    | 140    | Arabia Saudita |
| 141    | Slovenia                                                                                                   | 142    | Uzbekistan |
| 143    | Kirghizistan                                                                                               | 144    | Croazia |
| 145    | Azerbaigian                                                                                                | 146    | Ucraina |
| 147    | Moldavia                                                                                                   | 148    | Rep. Ceca |
| 149    | Slovacchia                                                                                                 | 150    | Bielorussia |
| 151    | Tagikistan                                                                                                 | 152    | Turkmenistan |
| 153    | Kazakistan                                                                                                 | 154    | Guatemala |
| 155    | Bosnia ed Erzegovina                                                                                       | 156    | Eritrea |
| 157    | Paraguay                                                                                                   | 158    | Georgia |
| 159    | Brunei | 160    | Gambia |
| 161    | Vietnam | 162    | Mauritius |
| 163    | Rep. Dominicana                                                                                            | 164    | Montenegro |
| 165    | Ossezia del Sud                                                                                            | 166    | Abcasia |
| 167    | Gibuti | 168    | Sudan del Sud |
| 169    | El Salvador                                                                                                | 170    | Grenada |
| 171    | Repubblica Popolare di Doneck                                                                              | 172    | Repubblica Popolare di Lugansk |
| 499    | Unione europea                                                                                             | 500    | Banca europea per la ricostruzione e lo sviluppo (EBRD)                                                                                        |
| 501    | ex codice del Centro Informazioni Regionale delle Nazioni Unite (UNRIC)                                    | 502    | ex codice dell' Unione europea |
| 503    | Lega araba                                                                                                 | 504    | Banca internazionale per la ricostruzione e lo sviluppo (IBRD)                                                                                 |
| 505    | Fondo Monetario Internazionale (FMI)                                                                       | 506    | Organizzazione internazionale per le migrazioni (IOM)                                                                                          |
| 507    | Federazione internazionale delle società di Croce Rossa e Mezzaluna Rossa                                  | 508    | Comitato internazionale della Croce Rossa |
| 509    | Società finanziaria internazionale (IFC)                                                                   | 510    | Organizzazione delle Nazioni Unite per lo sviluppo industriale (UNIDO)                                                                         |
| 511    | Nazioni Unite (ONU)                                                                                        | 512    | UNESCO |
| 513    | ex codice del Congresso Nazionale Africano                                                                 | 514    | Banca Internazionale per la Cooperazione Economica (IBEC)                                                                                      |
| 515    | Banca Internazionale per gli Investimenti (IIB)                                                            | 516    | Intersputnik |
| 517    | Centro Internazionale di Informazioni Scientifiche e Tecniche                                              | 518    | ex codice del Centro Internazionale di Scienza e Tecnologia (CIST)                                                                             |
| 520    | Organizzazione internazionale del lavoro (ILO)                                                             | 521    | ex codice dell'Organizzazione internazionale interelettrodica per la cooperazione economica, scientifica e tecnica nell'industria elettrica    |
| 522    | Centro di coordinamento della commissione intergovernativa per la cooperazione nelle macchine informatiche | 523    | Comitato Esecutivo della Comunità degli Stati Indipendenti                                                                                     |
| 524    | Agenzia spaziale europea                                                                                   | 525    | Organizzazione Eurasiatica dei Brevetti (EAPO)                                                                                                 |
| 526    | ex codice della Commissione di Taipei                                                                      | 527    | ex codice dei Quartieri Generali per il coordinamento della cooperazione militare tra gli Stati membri della Comunità degli Stati Indipendenti |
| 528    | Banca Interstatale                                                                                         | 529    | Comunità economica eurasiatica (EurAsEC o EAEC)                                                                                                |
| 530    | Istituto internazionale di ricerca sui problemi di gestione                                                | 531    | Organizzazione del trattato di sicurezza collettiva (CSTA)                                                                                     |
| 532    | Comitato Statistico Interstatale della Comunità degli Stati Indipendenti                                   | 533    | Segretario del Consiglio dell'Assemblea Interparlamentare degli Stati membri della Comunità degli Stati Indipendenti                           |
| 534    | Banca eurasiatica per lo sviluppo                                                                          | 535    | Fondo intergovernativo per la cooperazione umanitaria tra gli Stati membri della Comunità degli Stati Indipendenti                             |
| 555    | Commissione economica eurasiatica (EEC)                                                                    | 556    | Ufficio del Programma del Consiglio d'Europa                                                                                                   |
| 557    | Centro antiterroristico degli Stati membri della Comunità degli Stati Indipendenti                         | 558    | Gruppo eurasiatico per la lotta contro il riciclaggio di denaro e il finanziamento del terrorismo                                              |
| 559    | Istituto unito per la ricerca nucleare                                                                     | 560    | Unione internazionale delle telecomunicazioni per i Paesi della Comunità degli Stati Indipendenti                                              |
| 561    | Centro internazionale di informatica ed elettronica (InterEVM)                                             | 562    | Rappresentanza dell'Organizzazione mondiale per la proprietà intellettuale (OMPI)                                                              |
| 565    | Centro regionale eurasiatico della Nuova Banca di Sviluppo (NDB)                                           | 566    | Ufficio dell'Organizzazione delle Nazioni Unite per l'alimentazione e l'agricoltura (FAO) per le relazioni con la Federazione Russa            |
| 900    | Consoli onorari e uffici da questi presieduti                                                              |        | |

## Sistema sovietico

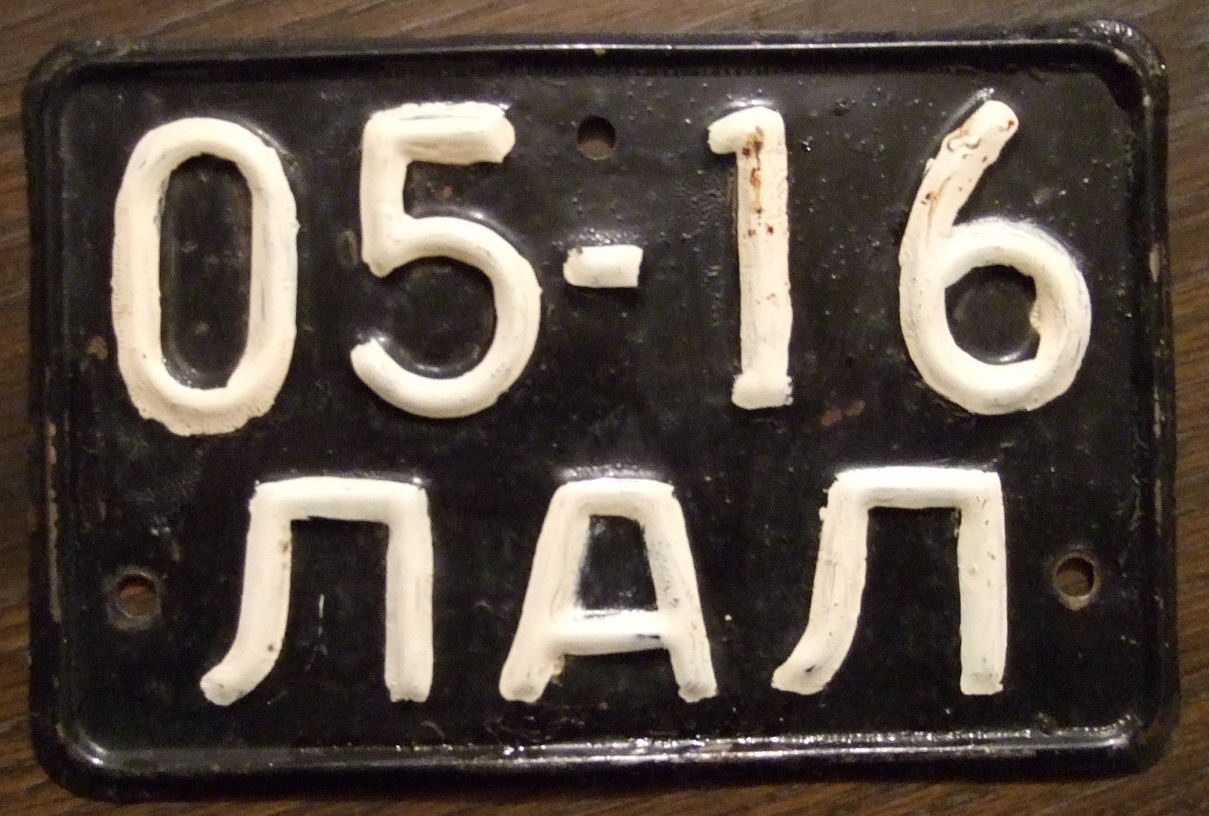
Targa sovietica di un motociclo con formato utilizzato dal 1959 al 1980-81

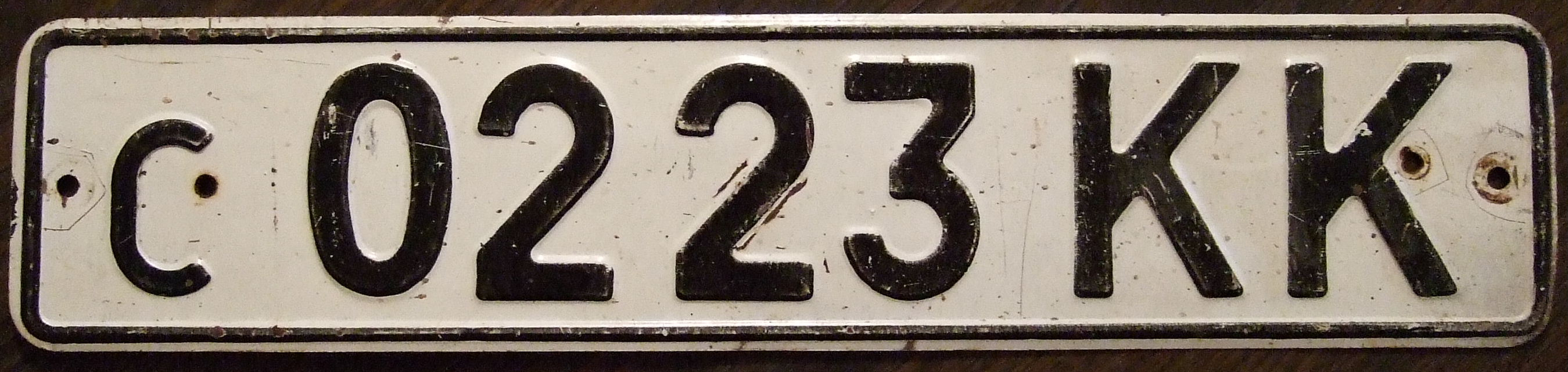
Targa sovietica per veicoli privati del tipo emesso dal 1980-81 alla fine del 1993

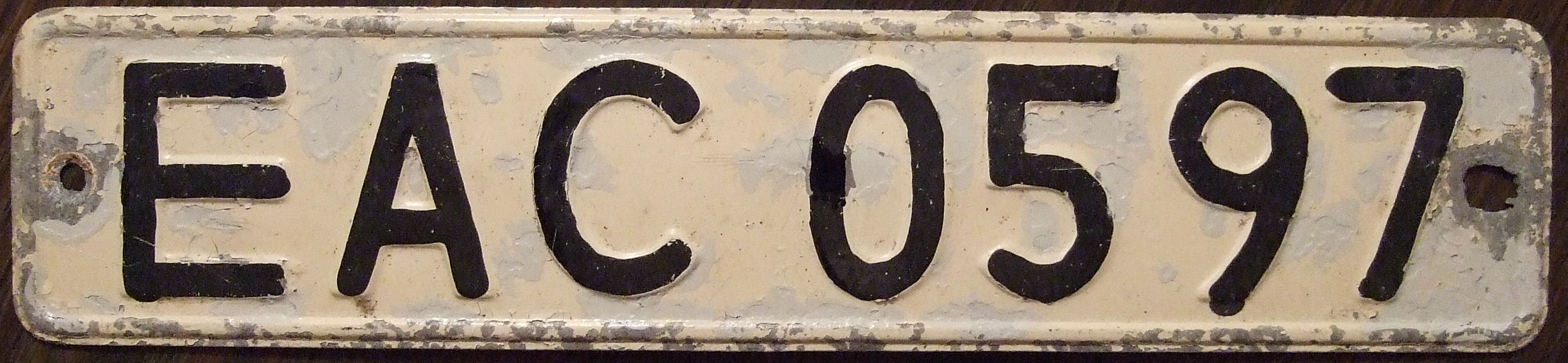
Formato 1989–1994 per veicoli governativi e di emergenza dell'URSS

Prima della dissoluzione dell'Unione Sovietica e dell'attuale sistema, furono emessi diversi formati.
Il GOST 3207-58, in uso dal 1959 al 1980 (1981 in alcune regioni), utilizzava targhe nere con scritte bianche; in precedenza numeri e lettere erano neri su fondo giallo. Le targhe anteriori degli autoveicoli erano su una sola linea, quelle posteriori su doppia linea come le targhe dei motoveicoli. Due numeri di due cifre erano separati da un trattino; a destra nelle targhe anteriori e in basso in quelle posteriori erano posizionate tre lettere dell'alfabeto cirillico di dimensioni ridotte; generalmente le prime due ma in parecchi casi tutt'e tre identificavano l'area amministrativa (regione, città, circondario, territorio o repubblica autonoma, vd. tabella sopra, colonna a destra) in cui era stato immatricolato il veicolo. I rimorchi presentavano sulla riga inferiore, dopo le lettere, la dicitura a caratteri ridotti ПРИЦEП, che in russo significa "rimorchio"; le macchine agricole e i rimorchi agricoli continuavano ad avere i caratteri neri su fondo giallo. Le targhe dei veicoli utilizzati per test drive, riservate ai proprietari di concessionarie, si contraddistinguevano per la parola ПРOБA, cioè "PROVA", posposta alle due coppie di cifre.
Nel formato più recente (GOST 3207-77), in uso dal 1980-81 agli ultimi mesi del 1993, le targhe avevano il fondo bianco e le scritte nere. Dall'innovazione restarono esclusi gli automezzi militari, che mantennero i caratteri bianchi su fondo nero, le cui lettere non erano associate alla provenienza. Nei veicoli privati la numerazione a quattro cifre era preceduta da una lettera variabile di dimensioni ridotte e anteposta a due lettere indicanti l'area amministrativa; nelle targhe su doppia linea le lettere erano posizionate in alto, le cifre in basso. Nei veicoli statali la sequenza consisteva in un numero di quattro cifre seguito da tre lettere, la prime due (nei rari casi elencati nella tabella tutt'e tre) identificavano la zona di immatricolazione. Anche in questo formato le lettere erano quelle dell'alfabeto cirillico (Щ non venne più impiegata nelle targhe standard ma fu riservata ai soli trattori e rimorchi agricoli). Furono inoltre introdotte le targhe posteriori su un'unica linea, che divennero quelle più diffuse. 
A partire dal 1989 venne emessa per i veicoli governativi e di emergenza (es.: ambulanze) la serie MKx 0123, dove "x" rappresenta una lettera variabile dell'alfabeto cirillico.